# Phenomenon (LL Cool J)
Phenomenon è il settimo album in studio del rapper statunitense LL Cool J, pubblicato nel 1997.
| Recensione           | Giudizio |
| -------------------- | -------- |
| AllMusic             | [ 1 ]    |
| Entertainment Weekly | B        |
| Rolling Stone        | [ 5 ]    |

## Tracce
1. Phenomenon – 4:04
2. Candy (feat. Ricky Bell & Ralph Tresvant) – 4:32
3. Starsky & Hutch (feat. Busta Rhymes) – 4:03
4. Another Dollar (feat. The Lost Boyz) – 3:48
5. Nobody Can Freak You (feat. LeShaun & Keith Sweat) – 3:20
6. Hot Hot Hot (feat. LeShaun) – 4:22
7. 4, 3, 2, 1 (feat. Canibus, DMX, Method Man & Redman) – 4:16
8. Wanna Get Paid (feat. The Lost Boyz) – 4:11
9. Father – 4:44
10. Don't Be Late, Don't Come Too Soon (feat. Tamia) – 6:38

## Classifiche
| Classifica (1997)         | Posizione massima |
| ------------------------- | ----------------- |
| Regno Unito               | 37                |
| Stati Uniti               | 7                 |
| US Top R&B/Hip-Hop Albums | 4                 |